# Mateusz Czyżycki
Mateusz Czyżycki (ur. 8 lutego 1998) – polski piłkarz występujący na pozycji pomocnika.

## Kariera klubowa
W trakcie swojej kariery reprezentował barwy polskich klubów: Stali Mielec, Siarki Tarnobrzeg, Odry Opole i Warty Poznań.
17 lutego 2022 podpisał kontrakt z polskim klubem GKS Tychy, umowa do 30 czerwca 2023. W tyskim klubie zadebiutował 27 lutego 2022 na Stadionie Miejskim w Tychach w zremisowanym 0:0 meczu I ligi przeciwko Podbeskidziu Bielsko-Biała. 